# Herb kraju pardubickiego

Herb kraju pardubickiego

Herb kraju pardubickiego to jeden z symboli tego kraju. 

## Opis herbu
Tarcza herbowa czwórdzielna w krzyż.
- W polu pierwszym, czerwonym, srebrny lew wspięty o podwójnym ogonie w złotej koronie.
- W polu drugim, błękitnym, orzeł w szachownicę srebrno-czerwoną w złotej koronie.
- W polu trzecim, błękitnym, srebrne mury miejskie z bramą, w której prześwicie znajduje się złoty globus. Nad bramą czarna ozdoba w kształcie liry.
- W polu czwartym, czerwonym, pół srebrnego wspiętego konia o złotej uprzęży.

Identyczny wzór posiada heraldyczna flaga kraju.

## Uzasadnienie symboliki herbu
Lew w pierwszym polu był początkowo herbem dynastii Przemyślidów, aby stopniowo stać się herbem Bohemii i całego Królestwa Czech. Szachowany orzeł z pola drugiego to herb Moraw. Dzisiejszy kraj pardubicki leży na terenie obu tych krain. Według oficjalnej interpretacji pole trzecie ma symbolizować cały kraj. Otwarta brama i glob ma symbolizować otwarcie na świat. Lira ma symbolizować mistrzów muzyki pochodzących z okolic Pardubic (Smetana i Martinů). Błękit odpowiada licznym rzekom i jeziorom, a srebro bramy pasmom gór. Pół konia pochodzi z herbu stolicy regionu - Pardubic.